# Batemannia
Batemannia – rodzaj roślin z rodziny storczykowatych (Orchidaceae). Obejmuje 5 gatunków występujących w Ameryce Południowej w Boliwii, Brazylii, Kolumbii, Ekwadorze, Gujanie Francuskiej, Gujanie, Peru, Surinamie, Trynidadzie i Tobago, Wenezueli.

## Systematyka
Rodzaj sklasyfikowany do podplemienia Zygopetalinae w plemieniu Cymbidieae, podrodzina epidendronowe (Epidendroideae), rodzina storczykowate (Orchidaceae), rząd szparagowce (Asparagales) w obrębie roślin jednoliściennych.
Wykaz gatunków
- Batemannia armillata Rchb.f.
- Batemannia colleyi Lindl.
- Batemannia leferenzii Senghas
- Batemannia lepida Rchb.f.
- Batemannia wolteriana Schltr.